# Николас Клер
Николас Клер (фр. Nicolas Claire; Сен Дени (Реинион), 10. јул 1987) француски је рукометаш и репрезентативац који тренутно игра за француског прволигаша Пејс д'Акс на позицији средњег бека.

## Биографија
Рукометом је почео да се бави са 6 година. Прве кораке направио је у клубу Жоинвил, клубу у којем је дебитовао и Данијел Нарцис. Са 15 година придружио се Реуниону. Са 18 година придружио се тиму Ласурса где је направио своју прву сезону као сениор. 2007. године учествовао је на јуниорском првенству света у Македонији. Исте године је потписао свој први професионални уговор са Париз Сен Жерменом на период од 3 године. Затим је имао веома успешну сезону и учествовао је са А тимом Француске на Медитеранским играма 2009. где је заузео друго место.
У ПСЖ-у је од 2005. године, био учесник различитих такмичења и дешавања у клубу. Био је део тима који је освојио Куп Француске 2007. године, али упамтио је и испадање 2009. године, а затим уписао и добру сезону у дивизији 2 (где је освојио титулу најбољег играча и најбољег средњег бека), затим две сезоне када је клуб кокетирао са испадањем (2010-2011 и 2011-2012). У вансезони 2012. долазак катарских инвеститора дао је нове амбиције клубу, који је ангажовао многе сјајне играче и Клер је постепено губило место у тиму, нарочито доласком Младена Бојиновића. Долазак два нова централна бека за сезону 2013-2014,  угасио је његове наде да ће продужити уговор, па је млади Клер потписао трогодишњи уговор у фебруару 2013. са Нантом.
У априлу 2015, захваљујући добрим наступима у новом клубу, позван је у репрезентацију Француске у квалификационе утакмицаме за Европско првенство 2016. против Македоније.

## Признања

### У клубовима
Међународна такмичења
- Финалиста Лиге шампиона 2018
- Финалиста ЕХФ купа 2016

Државна такмичења
- Освајач Купа Француске: 2007. и 2017.
- Победник првенства Француске: 2013
- Вицешампион Француске: 2017
- Освајач Лига купа: 2015
- Финалиста Лига купа: 2017
- Финалиста Трофеја шампиона: 2016

Репрезентација
- Бронзана медаља, 2018. Хрватска
- Бронзана медаља, 2019. Данска/Њемачка

### Појединачне награде
- Проглашен за најбољег играча и најбољег средњег бека Друге лиге француског шампионата 2009-20102
- Проглашен за најбољег средњег бека француског шампионата 2015. и 2017. године
- Проглашен за најбољег играча месеца за новембар 2018. Прве лиге Француске